# Ü

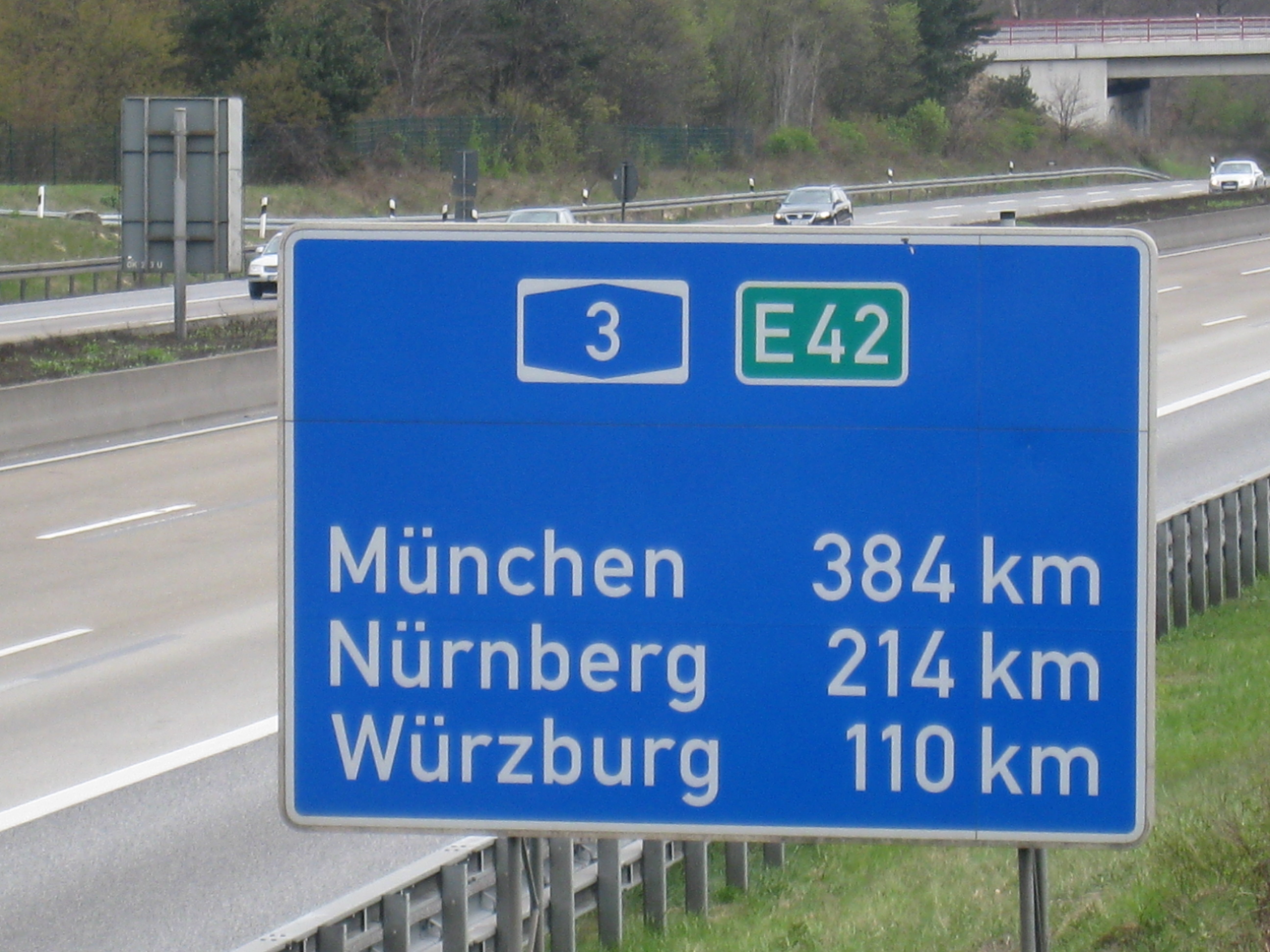
Duits verkeersbord met drie stadsnamen, elk met een "Ü".

Ü of ü is een letter die in verschillende talen voorkomt. De dubbele punt op de letter kan afhankelijk van de taal een umlaut of een trema zijn.
Als een u met een umlaut komt Ü onder andere voor in het Duits, Turks en het Hanyu pinyin.